# Alton (Indiana)
Alton je město v okrese Crawford County ve státě Indiana ve Spojených státech amerických. V roce 2020 zde žilo 29 obyvatel a s celkovou rozlohou 0,5 km² byla hustota zalidnění 59 obyvatel na km².

## Demografie

### Sčítání 2020
Podle sčítání lidu zde v roce 2020 žilo 29 obyvatel.

#### Rasové složení
- 93,1 % bílí Američané
- 3,5 % Afroameričané
- 3,4 % dvě nebo více ras

Obyvatelé hispánského nebo latinskoamerického původu, bez ohledu na rasu, tvořili 3,5 % populace.

### Sčítání 2010
Podle sčítání lidu Spojených států amerických v roce 2010 zde žilo 55 obyvatel.

#### Rasové složení
- 96,4 % bílí Američané
- 3,6 % jiná rasa

Obyvatelé hispánského nebo latinskoamerického původu, bez ohledu na rasu, tvořili 3,6 % populace.